# Ron Dellums

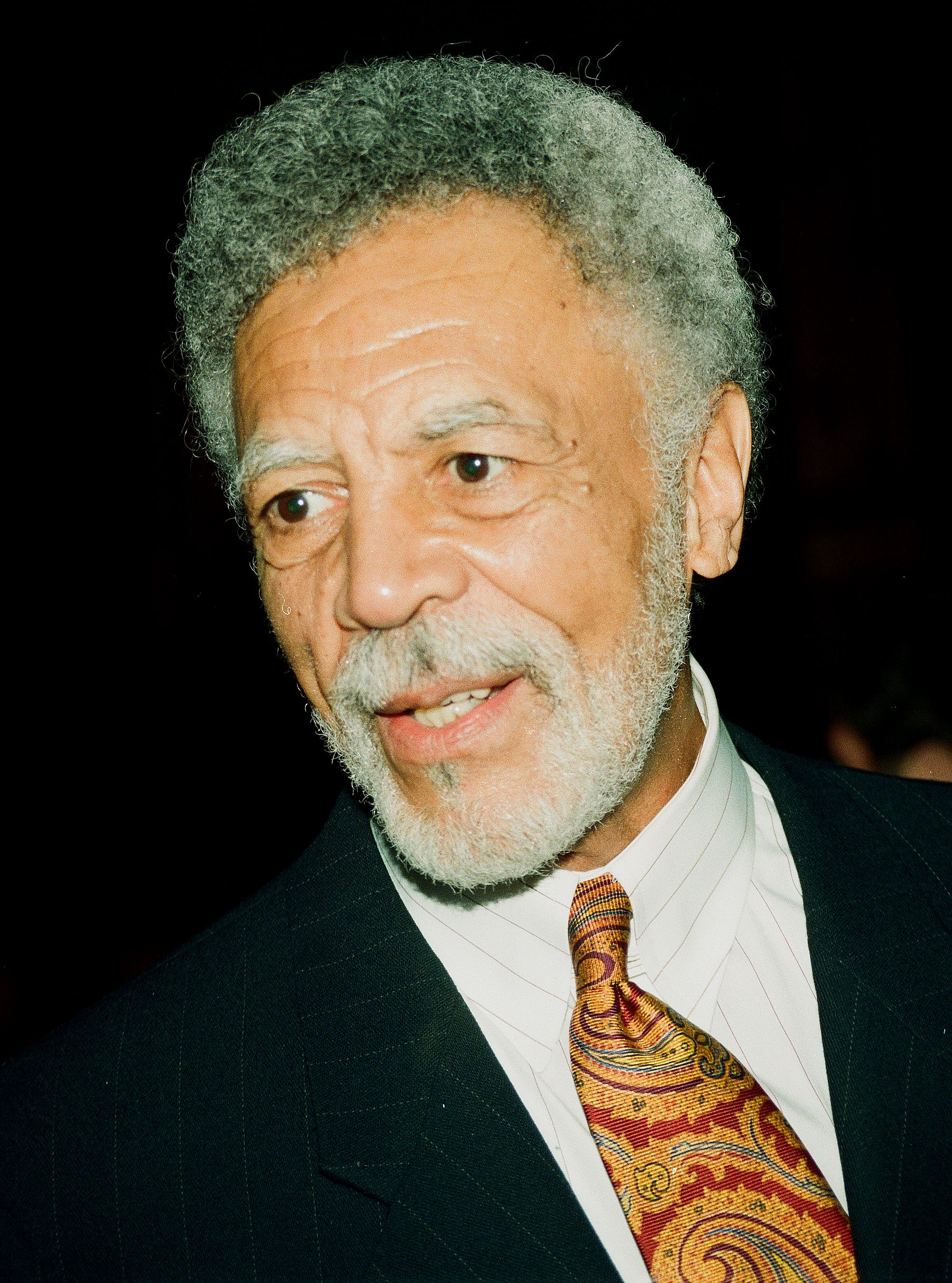
Ron Dellums (1996)

Ronald Vernie „Ron“ Dellums (* 24. November 1935 in Oakland, Kalifornien; † 30. Juli 2018 in Washington, D.C.) war ein US-amerikanischer Politiker (Demokratische Partei). Zwischen 1971 und 1998 vertrat er den Bundesstaat Kalifornien im US-Repräsentantenhaus; später wurde er Bürgermeister seiner Heimatstadt Oakland.

## Werdegang
Ron Dellums besuchte die öffentlichen Schulen seiner Heimat. Zwischen 1954 und 1956 diente er im Marine Corps. Anschließend besuchte er bis 1958 das Oakland City College und dann bis 1960 das San Francisco State College. Daran schloss sich bis 1962 ein Studium an der University of California in Berkeley an.  Von 1962 bis 1964 war er Sozialarbeiter im Psychiatrischen Dienst des Gesundheitsministeriums von Kalifornien. In den Jahren 1964 und 1965 fungierte er als Programmdirektor des Bayview Community Center. In den folgenden Jahren war Dellums in verschiedenen Positionen bei sozialen Projekten seiner Heimat tätig. Außerdem hielt er Vorlesungen an mehreren Hochschulen. Politisch schloss er sich der Demokratischen Partei an. Von 1967 bis 1970 saß er im Stadtrat von Berkeley. Im Juli 1972 war er Delegierter zur Democratic National Convention in Miami Beach, auf der George McGovern als Präsidentschaftskandidat nominiert wurde.
Bei den Kongresswahlen des Jahres 1970 wurde Dellums im siebten Wahlbezirk von Kalifornien in das US-Repräsentantenhaus in Washington, D.C. gewählt, wo er am 3. Januar 1971 die Nachfolge von Jeffery Cohelan antrat. Nach 13 Wiederwahlen konnte er bis zu seinem Rücktritt am 6. Februar 1998 im Kongress verbleiben. Ab 1975 vertrat er dort als Nachfolger von Pete Stark den achten Distrikt seines Staates. In seine Zeit als Kongressabgeordneter fielen unter anderem das Ende des Vietnamkrieges, die Watergate-Affäre und das Ende der Bürgerrechtsbewegung. Von 1993 bis 1995 war Dellums Vorsitzender des Streitkräfteausschusses. Zwischenzeitlich führte er auch den Vorsitz im Ausschuss zur Verwaltung des Bundesbezirks District of Columbia. Außerdem war er zeitweise Mitglied im Auswärtigen Ausschuss, im Postausschuss und im Geheimdienstausschuss. Dellums' Name findet sich auf der „Feindesliste“ von Präsident Richard Nixon. Er war Mitbegründer des Congressional Black Caucus und zeitweise dessen Vorsitzender. 2000 erhielt Dellums den Thomas Merton Award.
Nach seiner Zeit im Kongress betätigte sich Ron Dellums als Lobbyist. Zwischen 2007 und 2011 war er als Nachfolger von Jerry Brown Bürgermeister von Oakland; um eine mögliche zweite Amtszeit bewarb er sich nicht. Zu seiner Nachfolgerin wurde Jean Quan gewählt. Dellums war zum zweiten Mal verheiratet und hatte fünf Kinder.